# Cooly
Cooly est la mascotte de plusieurs compétitions sportives organisées en Suisse. Il s'agit d'une vache anthropomorphe.

## Biographie
La mascotte est créée en 2008 pour le championnat du monde de hockey sur glace 2009, organisé à Berne et Kloten. Représentant de manière sympathique les valeurs de la Suisse, elle est conçue par Christian Lanouette, qui dirige l'entreprise Création Animation Mascottes basée à Québec (Canada). Le nom de Cooly, choisi parmi les propositions du public données lors d'un concours, lui est attribué en présence de l'ancien conseiller fédéral Adolf Ogi. Lors du tournoi de hockey, Cooly est animée par quatre professionnels canadiens,,. En 2012, Cooly est choisie comme ambassadrice des championnats d'Europe d'athlétisme 2014 à Zurich. Lors de cette compétition, elle enthousiasme le public en effectuant de nombreuses danses et en s'essayant à plusieurs épreuves telles que le 110 mètres haies, le saut en hauteur et le saut à la perche,,,,. Cooly est également la mascotte du championnat du monde de hockey sur glace 2020 qui a lieu à Lausanne et Zurich.